# Lagueruela
Lagueruela ist ein Ort und eine Gemeinde (municipio) mit nur noch 71 Einwohnern (Stand: 2024) im äußersten Norden der Provinz Teruel in der autonomen Region Aragonien im östlichen Zentrum von Spanien. Die Gemeinde gehört zur bevölkerungsarmen Serranía Celtibérica.

## Lage und Klima
Lagueruela liegt in den Bergen der Sierra de Cucalón in ca. 1065 m Höhe und ist ca. 70 km (Fahrtstrecke) in nordnordwestlicher Richtung von der Provinzhauptstadt Teruel entfernt. Durch den äußersten Westen der Gemeinde verläuft die Autovía A-23.
Das Klima ist trotz der Höhenlage gemäßigt bis warm; Regen fällt übers Jahr verteilt.

## Bevölkerungsentwicklung
| Jahr      | 1970 | 1981 | 1991 | 2001 | 2011 | 2021 |
| Einwohner | 94   | 69   | 60   | 64   | 68   | 65   |

## Sehenswürdigkeiten

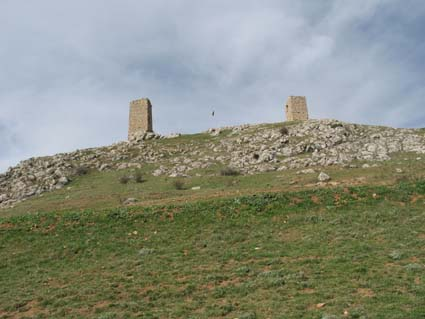
Burgruine
- Peterskirche
- Christopheruskapelle
- Sepulcruskapelle

- Burgruine